# Malte Mienert

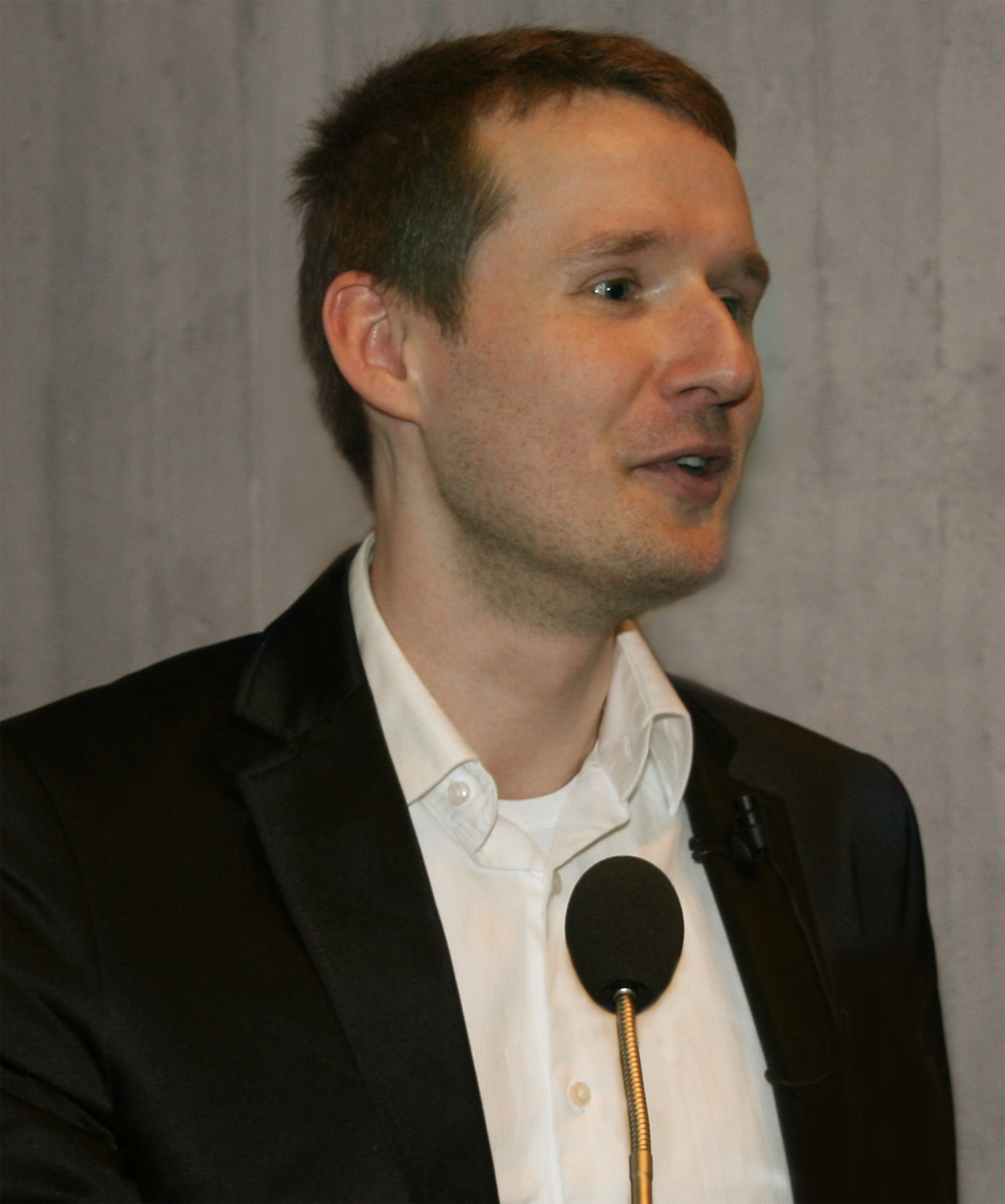
Malte Mienert in Bad Boll (2010)

Malte Mienert (* 1975 in Görlitz) ist ein deutscher Psychologe, Professor und Autor.

## Leben
Malte Mienert ist in Neubrandenburg aufgewachsen und hat dort das Abitur gemacht. Er studierte Psychologie und Medizin in Berlin. Das Diplom in Psychologie legte er 1999 ab. Von 1999 bis 2004 war er wissenschaftlicher Mitarbeiter am Lehrstuhl für Entwicklungspsychologie der Humboldt-Universität in Berlin. Mit dem Thema „Entwicklungsaufgabe Automobilität“ wurde er 2002 promoviert. Von 2004 bis 2010 war er Juniorprofessor für Entwicklungs- und Pädagogische Psychologie an der Universität Bremen.
Dort leitete er das Forum „Lehren und Lernen“ und war Mitglied mehrerer Gremien. Für seine Lehrtätigkeit wurde er geehrt mit dem „Berninghausenpreis für ausgezeichnete Lehre und ihre Innovation“. Schwerpunkte seiner wissenschaftlichen Arbeit sind Selbstverständnis und Selbstreflexion von Pädagogen, Erfassung individueller Wertehaltungen sowie Möglichkeiten der Erfassung interkultureller Kompetenzen.
Seit einigen Jahren ist er in der Erwachsenenbildung tätig bei der Weiterbildung von  Erziehern, Lehrkräften, Sozialpädagogen und Eltern.
Seit Oktober 2011 ist Mienert Professor für Hochschulbildung der Gorgasali Universität (GEO) am Universitätsinstitut für Internationale und Europäische Studien UNIES in Kerkrade. An der European University in Kerkrade ist er Dekan der Fakultät der Sozial- und Humanwissenschaften. Über Forschungsschwerpunkte informiert die Homepage des Wissenschaftlers (siehe unten).

## Veröffentlichungen
- mit U. Braun, S. Müller und H. Vorholz (Hrsg.): Frühkindliche Bildung im Team gestalten und umsetzen – Konzepte, Praxisbeispiele, Materialien. Raabe, Berlin 2007.
- mit H. Vorholz: Gespräche mit Eltern – Entwicklungsgespräche, Konfliktgespräche, Informationsgespräche. Bildungsverlag EINS, Troisdorf 2007.
- Total diffus – Erwachsenwerden in der jugendlichen Gesellschaft. VS Verlag für Sozialwissenschaften, Wiesbaden 2008.
- mit H. Vorholz: Kleine Kinder – große Schritte. Grundlagen der pädagogischen Arbeit mit Krippenkindern. Schubi, Braunschweig 2009, ISBN 978-3-86723-515-0.
- mit H. Vorholz: Den Alltag öffnen – Perspektiven erweitern. Offene Arbeit in den Kitas nach den Bildungsplänen gestalten. Schubi, Braunschweig 2011, ISBN 978-3-86723-495-5.
- mit S. Pitcher: Pädagogische Psychologie: Theorie und Praxis des lebenslangen Lernens. Wiesbaden 2011, ISBN 978-3-531-16945-3.
- mit H. Vorholz: Schüler und Lehrer im Konflikt. Neue Strategien für ein respektvolles Miteinander. (= HELP-Reihe). Schöningh Verlag, Paderborn 2011, ISBN 978-3-506-77181-0.
- Verhaltens(un)auffällige Kinder. Link Verlag, Kronach 2014.